# Bronisław Lubański (generał)
Bronisław Lubański, ros. Бронислав Иосифович Любанский (ur. 5 marca?/18 marca 1905 w Bracławiu, zm. 1967 w Kijowie) – inżynier, generał brygady Ludowego Wojska Polskiego, podpułkownik Armii Czerwonej. Oficer z autochtonicznej rodziny polskiej.

## Życiorys
Kształcił się w Winnicy. W Armii Czerwonej od służył od 1926 roku. W 1929 roku ukończył Oficerską Szkołę Saperów w Leningradzie, po czym został dowódcą plutonu i kompanii w 1 batalionie saperów w Leningradzie. W 1932 roku ukończył Wojskową Akademię Inżynieryjną, następnie pełnił służbę na stanowiskach liniowych – szef saperów pułku, szef saperów brygady. W okresie wielkiej czystki prześladowany. Po wybuchu wojny sowiecko-niemieckiej walczył w latach 1941–1943, w składzie Frontu Zachodniego (1941–1942), Frontu Stalingradzkiego i Frontu Dońskiego (1942–1943), na stanowiskach dowódcy 18 batalionu saperów, 377 batalionu minowania, 14 batalionu minowania specjalnego. Podpułkownik od 1943 roku.
Od maja 1943 roku, jako Polak, odkomenderowany do Wojska Polskiego w stopniu majora na stanowisko dowódcy jednostki saperskiej w I Dywizji Piechoty im. T. Kościuszki. Walczył w bitwie pod Lenino. Później inżynier 1 Korpusu Polskich Sił Zbrojnych w ZSRR, dowódca 1 Brygady Saperów. Pułkownik od czerwca 1944 roku i dowódca wojsk inżynieryjno-saperskich 1 Armii Wojska Polskiego. Organizował wojska inżynieryjne 1 Armii i przeszedł jako dowódca 1 Warszawskiej Brygady Saperów w walkach kampanię bojową 1945 roku od Odry do Berlina. W czasie walk frontowych wykazywał się odwagą, inicjatywą, śmiałością działań oraz dobrą organizacją i zabezpieczeniem działań bojowych.
Po wojnie dowódca 1 pułku saperów, szef Wydziału Inżynieryjnego Pomorskiego Okręgu Wojskowego, komendant Oficerskiej Szkoły Inżynieryjno-Saperskiej we Wrocławiu w latach 1947–1952. Generał brygady od grudnia 1946 roku. Jako komendant szkoły bardzo dbał o przygotowanie podchorążych saperów na przyszłych oficerów. Z zamiłowania krzewił w szkole sport.
W maju 1952 roku odkomenderowany na szkolenie na Wyższy Kurs Akademicki Wojskowej Akademii Inżynieryjnej do ZSRR, skąd do Polski już nie wrócił. Zmarł w 1967 roku i został pochowany na cmentarzu wojskowym Łukjanowka w Kijowie.
Włożył wiele zaangażowania, trudu i inwencji w rozminowanie terenów Pomorza i Górnego Śląska, a w 1946 roku Dolnego Śląska i znowu Pomorza, jako szef Wydziału Inżynieryjnego Okręgu Wojskowego nr II. W czasie rozminowania był wyczulony na straty żołnierzy. Robił wiele aby straty były minimalne. Zapamiętano go jako oficera z dużym doświadczeniem bojowym, odpowiedzialnego i wymagającego, lubianego przez podwładnych. Z wielką życzliwością odnosił się do Polaków.

## Ordery i odznaczenia
- Krzyż Złoty Orderu Virtuti Militari (1945)
- Krzyż Srebrny Orderu Virtuti Militari (1944)
- Order Krzyża Grunwaldu III klasy (1945)
- Krzyż Oficerski Orderu Odrodzenia Polski (1945)
- Złoty Krzyż Zasługi (dwukrotnie: po raz pierwszy 1946[1])
- Medal za Odrę, Nysę, Bałtyk (1946)
- Medal za Warszawę 1939–1945 (1946)
- Brązowy Medal „Siły Zbrojne w Służbie Ojczyzny” (1951)
- Order Czerwonego Sztandaru (ZSRR, dwukrotnie)
- Order Wojny Ojczyźnianej II klasy (ZSRR)
- Order Czerwonej Gwiazdy (ZSRR, dwukrotnie)
- Medal „Za obronę Stalingradu” (ZSRR)
- Medal „Za zwycięstwo nad Niemcami w Wielkiej Wojnie Ojczyźnianej 1941–1945” (ZSRR)

## Życie prywatne
Od 1926 był żonaty z Antoniną z domu Baczyńską. Małżeństwo miało czterech synów. Po wojnie ożenił się ponownie z Marią Griszakową, pracownikiem cywilnym WP.